# Герман Ергардт (офіцер)
Герман Ергардт (нім. Hermann Ehrhardt; 29 листопада 1881 — 27 вересня 1971) — німецький військово-морський і політичний діяч, корветтен-капітан.

## Біографія
Син протестантського священика.

### Військова служба
У 1899 році Ергардт вступив на службу в кайзерліхмаріне кадетом. У складі десантного корпусу оберст-лейтенанта Людвіга фон Ешторффа Ергардт в 1904 році, будучи в чині лейтенанта, брав участь в придушенні повстання племені хереро в Німецькій Південно-Західній Африці. Напередодні Першої світової війни служив на міноносці в чині капітан-лейтенанта.
З початком війни в серпні 1914 року Ерхардт був призначений командиром 20-ї напівфлотиліі міноносців. Під час війни брав участь у військових діях на Північному і Балтійському морях, учасник Ютландської битви. В цій битві загін Ергардта потопив британський есмінець Nomad, втративши при цьому лише свій флагманський міноносець V-27. У жовтні 1916 року напівфлотилія Ергардта була переведена до Фландрії, де здійснювала операції проти ворожих підводних човнів в Ла-Манші. У вересні 1917 року призначений командиром 9-ї флотилії міноносців, якою командував до кінця війни.
Після укладення Комп'єнського перемир'я в 1918 флотилія Ергардта була направлена у Скапа-Флоу, де була роззброєна англійцями. На шляху до Вільгельмсгафена на пароплаві, де знаходилися екіпажі роззброєних кораблів, виникли революційні заворушення. Ергардт прийняв команду над пароплавом і швидко навів на ньому порядок.

### Політичний лідер
Ергардт прибув у Вільгельмсгафен, коли вже була заснована Вільна держава Ольденбург. 27 січня 1919 року комуністи проголошували Радянську Вільгельмсгафенську республіку, після чого Ергардт об'єднав під своєю командою близько 300 осіб (більшість — ветерани війни), на чолі яких атакував казарми революційних матросів, яких було більше 1000 чоловік. Він успішно використовував зняті з кораблів гармати і зміг зломити опір комуністів. Після цього він почав розширювати свій загін.
«2-га Вільгельмсгафенська морська бригада» була сформована 17 лютого 1919 року з колишніх військовослужбовців кайзерліхмаріне. Відповідний заклик (Aufruf zur Bildung einer Regierungstruppe in Wilhelmshaven) був розміщений 13 лютого 1919 року в місцевій газеті «Die Republik» за підписом начальника військово-морської бази Північного моря віце-адмірала Андреаса Міхельса: «Мною отримано наказ уряду про формування у Вільгельмсгафені урядового загону з прямим підпорядкуванням державній владі для захисту східних кордонів.».
У наступних зверненнях до патріотично налаштованого населення Вільгельмсгафена в якості завдань додалося і «упокорення заколотів всередині країни».
Повністю завершивши формування в квітні 1919 року, бригада Ергардта складалася з офіцерської штурмової роти, роти «Вільгельмсгафен», 3-го і 4-го морських полків, вогнеметного взводу, 1-ї і 2-ї мінометних рот, 1-ї і 2-ї саперних рот, батареї 155-мм польових гаубиць і батареї 77-мм польових гармат. Всього в бригаді було близько 1500 чоловік. Після завершення підготовки в квітні 1919 року бригада перейшла в підпорядкування генералу Георгу Меркеру і взяла участь в придушенні повстань в Брауншвейгу, комуністи ніякого опору не чинили і втекли.
Після цього бригада в кінці квітня 1919 року прибула до Мюнхена, де з 30 квітня по 2 травня брала участь в розгромі Баварської радянської республіки. У червні бригада була використана владою для розгону страйку транспортників в Берліні, а в серпні — в боях проти поляків у Верхній Сілезії. В кінці 1919 року бригада була посилена прибалтійськими частинами і її чисельність досягла 4000 чоловік. Взимку 1919/20 років бригада розмішати на полігоні Деберіц.

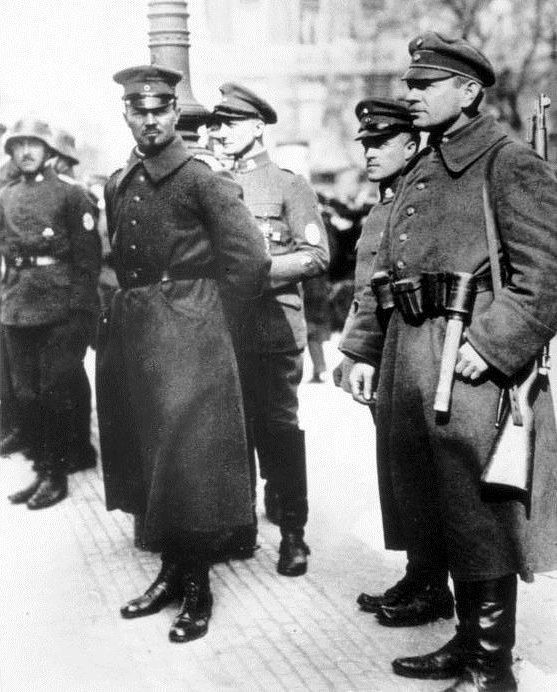
Герман Ергардт (другий ліворуч) під час Каппського заколоті (Берлін, 1920).

Ергардт зблизився з генералом Вальтером фон Лютвіцом, разом з яким вони почали готувати військовий переворот. Після того як керівництво Військового міністерства в березні 1920 року прийняв про рішення розформувати бригаду Ергардта, вона взяла у повному складі участь в Каппському путчі, ставши його головною ударною силою. 13 березня Лютвіц очолив бригаду Ергардта і захопив владу в Берліні, уряд Веймарської республіки втік в Дрезден, а звідти в Штутгарт.
Знаменитими стали слова, з якими він звернувся 13 березня 1920 року біля Бранденбурзьких воріт до «рейхсканцлеру» Каппу: «Ми благополучно доставили вас сюди, тепер покажіть, що ви вмієте керувати державою.».
Не підтриманий населенням, путч провалився, почався загальний страйк, після чого рейхсвер також не підтримав новий уряд. 17 березня Вольфганг Капп капітулював, а бригада була виведена в Деберіц. 30 березня 1920 року Ергардт прийняв останній парад бригади. 31 травня бригада була розпущена, а Ергардт 10 вересня 1920 був звільнений зі служби. Ще раніше було видано наказ про його арешт, проте Ергардту вдалося втекти в Мюнхен.
Із залишків своїх підлеглих Ергардт восени 1920 року створив ультраправу підпільну організацію «Консул», яка розпочала підготовку терактів.
26 серпня 1921 року члени «Консула» скоїли вбивства Маттіаса Ерцбергера. 24 червня 1922 року вбили Вальтера Ратенау. 4 червня 1922 року вчинили замах на колишнього прем'єр-міністра Філіппа Шайдемана. Після вбивства Ерцбергера Ергардт, побоюючись арешту, втік до Угорщини, без нього «Консул» почав розпадатися. Щоб об'єднати своїх колишніх підлеглих, Ергардт створив «Новонімецький союз». У 1922 році він повернувся до Німеччини і в листопаді був заарештований.
Тим часом «Новонімецький союз» був перетворений в «Союз Вікінг», який об'єднував у своїх рядах до 10 000 членів. У липні 1923 року Ергардт втік з в'язниці і сховався в Швейцарії. 29 вересня повернувся в Мюнхен, де виступив на підтримку державного комісара Баварії Густава Ріттера фон Кара. Під час «Пивного путчу» 8-9 листопада 1923 року Ергардт почав стягувати свої війська з «Союзу Вікінг» у Верхній Франконії, щоб йти на Мюнхен і розігнати нацистів.
Ергардт відмовився контактувати з Адольфом Гітлером і Ернстом Ремом, і сам спробував очолити ультраправий націоналістичний рух в країні. Однак цю партію Ергардт програв, а багато хто з його підлеглих по бригаді стали видатними діячами нацистського руху. У 1924 року Ергардт знову був змушений тікати за кордон в Австрію. Повернувся в жовтні 1926 роки після амністії; проте за цей час «Союз Вікінг» сильно здав свої позиції і 27 квітня 1928 року було нарешті розпущений. До 1931 року чисельність прихильників Ергардта становила близько 2 000 осіб.
У 1933 році Ергардт влаштувався в маєтку графа фон Бредова в Клессені. Після цього Ерхардт заявив, що готовий вступити в НСДАП і перейти в підпорядкування рейхсфюрера СС, однак Генріха Гіммлера це не зацікавило. Під час «Ночі довгих ножів» в 1934 році Ергардт отримав інформацію, що його ім'я знаходиться в списку жертв. Він зумів втекти від посланих до нього вбивць і сховатися в лісі, звідки перебрався до Швейцарії.

### Подальша доля
У 1936 році Ергардт переїхав до Австрії, де займався сільським господарством і купив замок Брунн на Дунаї, відійшов від політики і пізніше переслідуванням не піддавався. Після замаху на Гітлера 20 липня 1944 року Ерхардт, як людина з оточення Вільгельма Канаріса, був тимчасово заарештований. У 1948 році Ергардт став австрійським громадянином.
Помер 27 вересня 1971 року. Похований разом із дружиною на парафіяльному кладовищі Ліхтенау у Вальдфіртелі.

## Сім'я
13 серпня 1927 року в Нойруппіні (Бранденбург) Екгардт одружився з принцесою Маргаритою Вікторією Гоенлое-Ерінген (1894-1976). У них було двоє дітей: Марі-Єлизавета і Герман-Георг.

## Нагороди
- Залізний хрест 2-го і 1-го класу
- Королівський орден дому Гогенцоллернів, лицарський хрест з мечами
- Морський нагрудний знак «За поранення» в сріблі
- Відзнака «За заслуги» 2-ї морської бригади «Ергардт»
- Орден дому Саксен-Ернестіне, командорський хрест 1-го класу з мечами (1933) — нагороджений герцогом Карлом Едуардом Саксен-Кобург-Готським
- Почесний хрест ветерана війни з мечами